# Южный революционный фронт по борьбе с контрреволюцией (1917)
Южный революционный фронт по борьбе с контрреволюцией (декабрь 1917 — март 1918 гг.) — оперативно-стратегическое объединение войск Советской России, предназначавшееся для решения оперативно-стратегических задач на донском и украинском операционных направлениях против сил Донского войскового правительства атамана Каледина и Центральной рады в ходе Гражданской войны.

## Начало Гражданской войны
Первый период Гражданской войны (ноябрь 1917 — февраль 1918 гг.) отличался относительной быстротой и лёгкостью установления власти большевиков и ликвидации вооружённого сопротивления их противников (под Петроградом, в Москве, на Украине, Дону, Кубани и т. д.) благодаря наличию широкой социальной опоры у большевиков, которые ликвидировали помещичье землевладение, передали землю крестьянам, приступили к выводу страны из мировой войны, ввели рабочий контроль в промышленности, признали право народов бывшей Российской империи на государственную самостоятельность. Эта массовая поддержка компенсировала численную и организационную слабость вооружённой силы большевиков (отрядов Красной гвардии, революционно настроенных матросов и солдат старой армии).
Основными очагами контрреволюционного сопротивления стали Область Войска Донского и Украина.
На Дону Войсковой атаман А. М. Каледин на другой же день после петроградского вооружённого восстания ввёл военное положение, приступил к разгрому Советов и установил контакты с казачьим руководством Оренбурга, Кубани, Астрахани, Терека. 27 октября (9 ноября) 1917 он пригласил в столицу Области г. Новочеркасск членов свергнутого Временного правительства и Временного Совета Российской Республики («Предпарламента») для организации борьбы с большевиками. 7 (20) ноября 1917 Каледин, прекратив безуспешные попытки связаться с остатками низложенного Временного правительства, обратился к населению с заявлением о том, что Войсковое правительство не признаёт большевистскую власть, а поэтому Область провозглашается независимой до образования законной российской власти. 26 ноября (9 декабря) 1917 ростовские большевики при поддержке матросов Черноморского флота выступили против Войскового правительства и объявили, что власть в Области переходит в руки Ростовского военно-революционного комитета. 2 (15) декабря после ожесточённых боёв добровольческие отряды и казаки выбили большевиков из Ростова, а затем из Таганрога, и заняли значительную часть Донбасса.
На Украине Центральная рада (УЦР) осудила события в Петрограде. 29 октября (11 ноября) в Киеве началось восстание, организованное местными большевиками. Восстание через несколько дней закончилось поражением после того, как Центральная рада стянула в Киев лояльные части. 7 (20) ноября 1917 Центральная рада провозгласила создание Украинской Народной Республики (УНР) в федеративной связи с Российской республикой. Было заявлено о включении в состав УНР территорий, большинство населения которых составляют украинцы: Киевской, Волынской, Подольской, Херсонской, Черниговской, Полтавской, Харьковской, Екатеринославской губерний и уездов Северной Таврии (без Крыма)..
В то время как новый Верховный главнокомандующий российской армии большевик Н. В. Крыленко требовал от властей УНР задерживать на Украине все казачьи части, продвигавшиеся с фронта домой, не пропускать их на мятежный Дон и Кубань и освободить для продвижения советских войск на Дон железные дороги Левобережной Украины, секретарь (министр) по военным делам УНР Симон Петлюра отказался выполнять эти требования.

## Организация борьбы с контрреволюцией на Юге России
26 ноября (9 декабря) Совнарком РСФСР выступил с обращением ко всему населению «О борьбе с контрреволюционным восстанием Каледина, Корнилова, Дутова, поддерживаемым Центральной Радой»:

В то время, как представители рабочих, солдатских и крестьянских депутатов советов открыли переговоры с целью обеспечить достойный мир измученной стране, враги народа империалисты, помещики, банкиры и их союзники — казачьи генералы предприняли последнюю отчаянную попытку сорвать дело мира, вырвать власть из рук советов, землю из рук крестьян и заставить солдат и матросов и казаков истекать кровью за барыши русских и союзных империалистов. Каледин на Дону, Дутов на Урале подняли знамя восстания… Каледин ввёл на Дону военное положение, препятствует доставке хлеба на фронт и собирает силы, угрожая Екатеринославу, Харькову и Москве… Буржуазная Центральная Рада Украинской Республики, ведущая борьбу против украинских советов, помогает Калединым стягивать войска на Дон, мешает советской власти направить необходимые военные силы по земле братского украинского народа для подавления Калединского мятежа… 
Рабочие, солдаты, крестьяне! … Совет Народных Комиссаров распорядился двинуть необходимые войска против врагов народа. Контрреволюционное восстание будет подавлено и виновники понесут кару, отвечающую тяжести их преступления.
Совет Народных Комиссаров постановил:
Все те области на Урале, Дону и других местах, где обнаружатся контрреволюционные отряды, объявляются на осадном положении.
Местный революционный гарнизон обязан действовать со всей решительностью против врагов народа, не дожидаясь никаких указаний сверху.
Какие бы то ни было переговоры с вождями контрреволюционного восстания или попытки посредничества безусловно воспрещаются.
Какое бы то ни было содействие контрреволюционерам со стороны мятежного населения или железнодорожного персонала будет караться по всей тяжести революционных законов.
Вожди заговора объявляются вне закона.

27 ноября (10 декабря) при красной революционной Ставке (бывшая Ставка Верховного Главнокомандующего) в Могилёве был создан Революционный полевой штаб — оперативный орган руководства вооружённой борьбой с «контрреволюцией». Именно при участии Революционного полевого штаба был сформирован в районе Гомеля отряд Р. И. Берзина, действовавший позднее против войск Центральной Рады. В дальнейшем этот штаб находился в непосредственном подчинении В. А. Антонова-Овсеенко (см. ниже).
Конфликт между Совнаркомом и УЦР обострили события, произошедшие в Киеве, когда была пресечена попытка Киевского Военно-революционного комитета поднять вооружённое восстание. Ночью на 30 ноября (13 декабря) солдаты армии УНР провели разоружение воинских частей, которые должны были принять участие в восстании. Разоружённых солдат «русского происхождения» (не проживающих на территории УНР) под охраной частей армии УНР отправили в эшелонах к российской границе, а выявленные среди них солдаты-украинцы были демобилизованы.
4 (17) декабря Совнарком направил открывающемуся в Киеве I Всеукраинскому съезду Советов «Манифест к украинскому народу с ультимативными требованиями к Центральной раде», которым потребовал прекратить дезорганизацию единого общего фронта и пропуск через подконтрольную УЦР территорию войсковых частей, уходящих с фронта на Дон, Урал, в другие регионы России, прекратить разоружение советских полков и рабочей Красной гвардии на Украине, а также «оказывать содействие революционным войскам в деле их борьбы с контрреволюционным кадетско-калединским восстанием». Совнарком заявлял, что в случае неполучения удовлетворительного ответа на предъявленные требования в течение сорока восьми часов он будет считать Раду в состоянии открытой войны против Советской власти в России и на Украине. Центральная Рада отвергла эти требования. Генеральный секретариат (правительство УНР) приказал разрозненным украинизированным частям, которые находились за пределами Украины, передислоцироваться на территорию УНР.
6 (19) декабря СНК РСФСР образовал Южный революционный фронт по борьбе с контрреволюцией. Главнокомандующим войсками фронта был назначен В. А. Антонов-Овсеенко. В его непосредственном подчинении находился Революционный полевой штаб.
Стратегический план действий советского командования заключался в следующем:
1. опираясь на революционных черноморских матросов, провести организацию Красной гвардии в Донецком бассейне;
2. с севера и из красной революционной Ставки выдвинуть сборные отряды, предварительно сосредоточив их в исходных пунктах: Гомеле, Брянске, Харькове и Воронеже;
3. выдвинуть части революционного 2-го гвардейского корпуса из района Жмеринка — Бар, где он дислоцировался, на восток для сосредоточения в Донбассе[13].

В 20-х числах декабря (по новому стилю) отряды советских войск, ликвидировав попутно в районе Белгорода несколько ударных батальонов старой армии, стремившихся из Могилёва проникнуть на Дон, начали сосредотачиваться следующим образом:
1. в направлении Гомель — Бахмач — отряд Р. И. Берзина (1-й революционный имени Минского Совета красногвардейский полк, четыре артиллерийские батареи, бронепоезд В.И. Пролыгина и красногвардейские отряды. Всего 1800 чел)[14];
2. в направлении Орёл — Белгород — северный летучий отряд Р. Ф. Сиверса (матросы, красногвардейцы и два пехотных батальона Финляндского пехотного полка[12] — всего 1165 штыков, 95 сабель, 14 пулемётов, 6 орудий);
3. в Смоленске формировалась вторая колонна Соловьёва (1100 штыков, 10 пулемётов и два орудия);
4. в Белгороде располагался не подчинённый Сиверсу отряд матроса Н. А. Ховрина (300 чел.);
5. в резерве имелись брянский и великолукский отряды силой в 300 штыков и 50 сабель, смоленская батарея и некоторые части XVII армейского корпуса.
6. из Москвы в распоряжение главкома выдвигался 1-й Московский сводный отряд революционных солдат Русской армии Ю. В. Саблина (1900 штыков, 1 батарея и 8 пулемётов)
7. с фронта к Царицыну подтягивалась советская Кубанская казачья дивизия[13].

Общая численность основного ядра советских сил первоначально не превосходила 6000-7000 штыков и сабель, 30-40 орудий и нескольких десятков пулемётов. В его состав входили разнородные части старой армии, отряды моряков, Красной гвардии и пр., некоторые из отрядов были малобоеспособны, недисциплинированы, быстро подвергались разложению, в связи с чем их приходилось разоружать и переформировывать. При движении на юг силы были пополнены за счёт отрядов Красной гвардии из разных городов (до 4000 человек) и большевистски настроенного 45-го пехотного запасного полка (до 3000 штыков).
В Петрограде, Пскове, Москве, Костроме, Коврове, Рязани, Брянске, Белгороде, Воронеже и других городах под руководством Г. Н. Кудинского (он находился в подчинении начальника Полевого штаба ЮРФБКР) спешно формировались и направлялись на юг сводные отряды красногвардейцев, революционных солдат и матросов, позже получившие название «Северные отряды». Всего в декабре из Центральной России на борьбу с контрреволюцией на Юге было направлено около 20 тысяч человек.
8 (21) декабря в Харьков прибыли эшелоны с красными отрядами под командованием Сиверса и Ховрина — 1600 человек при 6 орудиях и 3 броневиках, а в последующие несколько дней, начиная с 11 (24) декабря — ещё до пяти тысяч солдат из Центральной России во главе с командующим Антоновым-Овсеенко и его заместителем, начальником штаба подполковником М. А. Муравьёвым (в частности, 1-й Московский Революционный отряд Красной гвардии под командованием П. В. Егорова). Кроме того, в самом Харькове уже находились три тысячи красногвардейцев и пробольшевистски настроенных солдат старой армии.
С Черноморского флота прибыл отряд черноморских моряков под командованием матроса А. В. Полупанова (в дальнейшем в составе 1-й революционной армии участвовал в наступлении на Киев). На станции Синельниково отряд при помощи местных железнодорожников подготовил примитивный бронепоезд — блиндированный поезд: паровоз с присоединёнными с двух сторон четырёхосными угольными платформами, на каждой из которых было установлено по одному трёхдюймовому орудию. Их стволы были наглухо закреплены стальной проволокой и железными обручами; прицельных приборов, лафетов и колёс у пушек не было, то есть стрелять можно было только в двух направлениях: вперёд или назад. Во все стороны с платформ и тендера паровоза выглядывали стволы 15 «максимов». Броню заменяли шпалы и мешки с песком, уложенные и закреплённые вдоль стенок. К задней платформе прицепили четыре «бронированные» теплушки.

## Провозглашение Украинской Народной Республики Советов. Начало боевых действий
11−12 (24-25) декабря в Харькове был проведён Первый Всеукраинский съезд Советов, провозгласивший Украинскую Народную Республику Советов рабочих, крестьянских, солдатских и казачьих депутатов (УНРС) (в противовес Украинской Народной Республике, провозглашённой Центральной радой в Киеве).
17 (30) декабря был сформирован Временный Центральный Исполнительный Комитет Советов Украины и его исполнительный орган (правительство) — Народный секретариат. В составе Народного секретариата УНРС был создан Народный секретариат по военным делам, который возглавил В. М. Шахрай, его заместитель — Ю. М. Коцюбинский. В то же время в городе продолжали работать органы Центральной рады, здесь были дислоцированы её воинские части.
18 (31) декабря решением ЦИК Советов УНРС был образован краевой Военно-революционный комитет для борьбы с контрреволюцией. В него вошли:
- народный секретарь по военным делам В. М. Шахрай;
- народный секретарь по внутренним делам Е. Б. Бош;
- представитель Харьковского центрального штаба Красной гвардии;
- представитель штаба Южного революционного фронта по борьбе с контрреволюцией.

Комитет руководил деятельностью военно-революционных комитетов в населённых пунктах и административно-территориальных образованиях (губерниях, уездах, волостях, сельских советах), занимался вооружением и обучением войск, политическим воспитанием и революционной закалкой красногвардейцев и червонноармейцев.
19 декабря 1917 (1 января 1918) Совет народных комиссаров РСФСР признал Народный секретариат УНРC единственным законным правительством Украины. Создание на Украине советского правительства обеспечивало Совнаркому РСФСР свободу действий против правительства Центральной рады. После съезда Антонов-Овсеенко передал командование войсками на Украине начальнику штаба фронта Муравьёву, а сам возглавил борьбу против калединцев.
Противостоявшие советским войскам главные силы Каледина сосредоточились в районе Каменская — Глубокая — Миллерово — Лихая; в Ростове-на-Дону и Новочеркасске формировалась Добровольческая армия. Мелкие партизанские отряды донских добровольцев и несколько регулярных казачьих частей занимали Горлово-Макеевский район Донбасса, ранее вытеснив оттуда красногвардейские части. Группировка донских частей свидетельствовала, что районом их главного сопротивления станут пределы Донской области; внутреннее состояние этих частей исключало возможность широких активных действий.

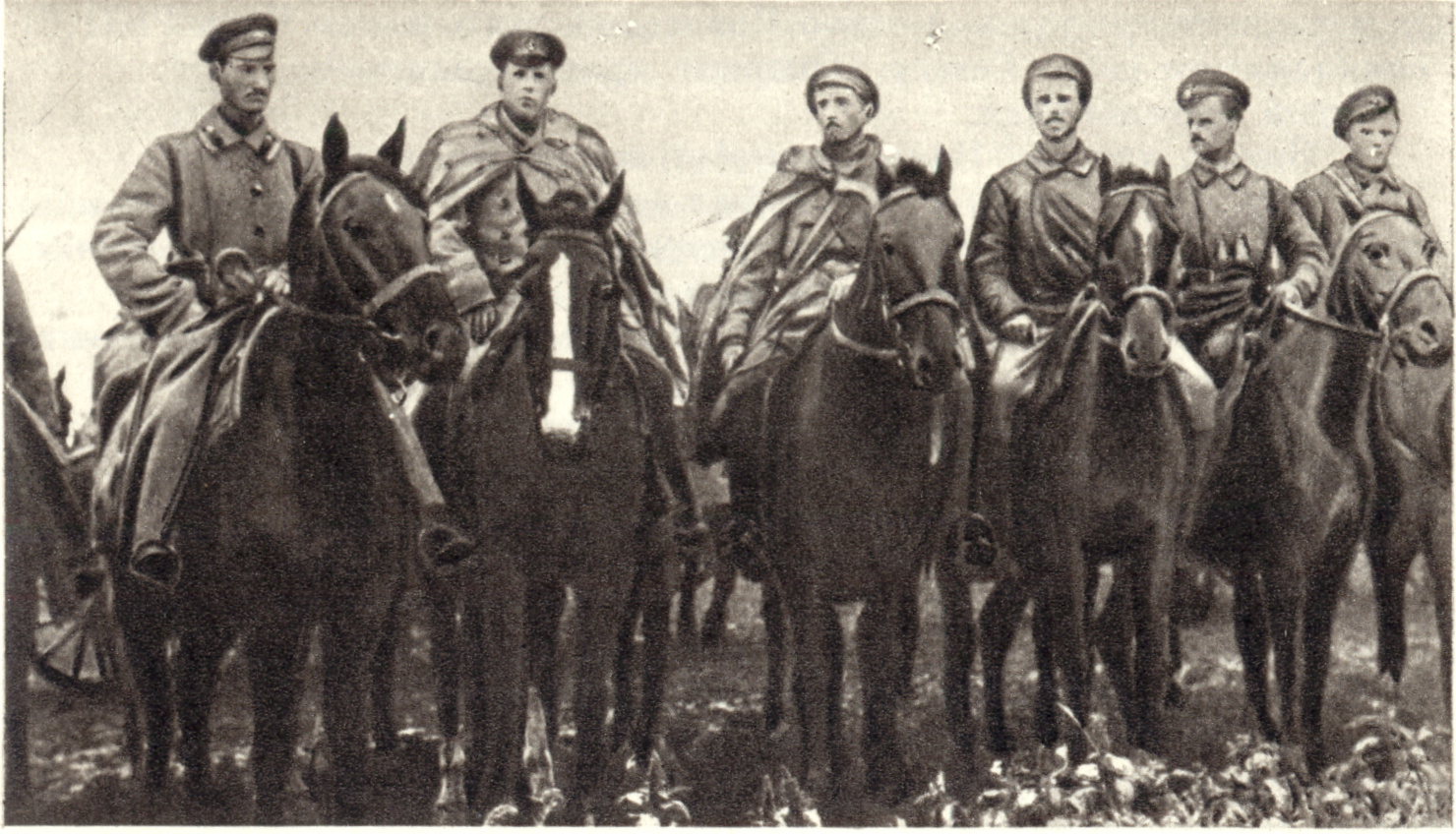
Красногвардейский отряд во главе с Р. Ф. Сиверсом

К 25 декабря (7 января) Антонов-Овсеенко почти без сопротивления со стороны сил Центральной рады выдвинул свои заслоны против Украины на линию Ворожба — Люботин — Павлоград — Синельниково и занял западную часть Донбасса, разоружив мелкие украинские гарнизоны и соединившись с красногвардейцами рудников. Отсюда он намеревался, действуя двумя колоннами: Ю. В. Саблина — от Луганска на Лихую и Р. Ф. Сиверса — в направлении на ст. Зверево, уничтожить сосредоточение казачьих войск на Воронежском направлении. Одновременно со стороны Воронежа на Миллерово должна была наступать сформированная в Воронеже колонна Петрова; её головные части к этому времени достигли станции Чертково.
Колонна Сиверса, которого Антонов-Овсеенко назначил командующим всеми вооружёнными силами Донбасса, получила приказ овладеть Никитовкой, Горловкой, Дебальцевом и накапливать силы для совместного удара с Саблиным.
25 декабря (7 января) постановлением Народного секретариата УНРС на краевой Военно-революционный комитет для борьбы с контрреволюцией была возложена организация украинской Красной гвардии. Было также принято решение о формировании воинских частей Червонного казачества
В ночь на 28 декабря (10 января) в Харькове местные красногвардейцы и советские войска под командованием В. М. Примакова разоружили 2-й Украинский полк УНР (командир полка Е. И. Волох). Революционно настроенные солдаты полка перешли на сторону большевиков.
28 декабря (10 января) утром началось создание 1-го куреня Червонного казачества под командованием Примакова, в который вошли харьковские красногвардейцы, революционные солдаты бывшей Русской армии из отряда Примакова и революционные солдаты 2-го Украинского полка УНР, перешедшие на сторону большевиков.
31 декабря (13 января) Народный секретариат по военным делам обратился к трудящимся республики с призывом о вступлении в части Червонного казачества.

## 1918 год

### Наступление на Киев
В течение января 1918 года революционные войска на территории УНРС возросли в численности и окрепли в военном отношении. Были сформированы 3-й Червонный полк и несколько красногвардейских отрядов в г. Кременчуге, 1-й Пролетарский полк Харьковского паровозостроительного завода в Харькове, 1-й Рабоче-Крестьянский полк, 1-й Пролетарский пулемётный полк, 1-й Партизанский полк, 1-й Инженерный Рабоче-Крестьянский полк (в разных городах). Отряды Красной гвардии формировались в уездах Харьковской и Екатеринославской губерний, позднее — также в Полтаве.
В это время под контролем Центральной рады находились Киев, правобережные Волынская губерния и Подольская губерния, а также часть Левобережья — территории Черниговской, Полтавской, Екатеринославской (частично), Херсонской, где держали оборону против советских войск разрозненные войска УНР.
В начале января СНК РСФСР и Народный секретариат УНРС приняли решение о совместном вооружённом наступлении на войска УНР. К этому времени Харьковская и Екатеринославская губернии находились уже в руках большевиков. Главный удар решено было нанести от Харькова на Полтаву при дальнейшем продвижении на Киев. Войска возглавил начальник штаба фронта М. А. Муравьёв.

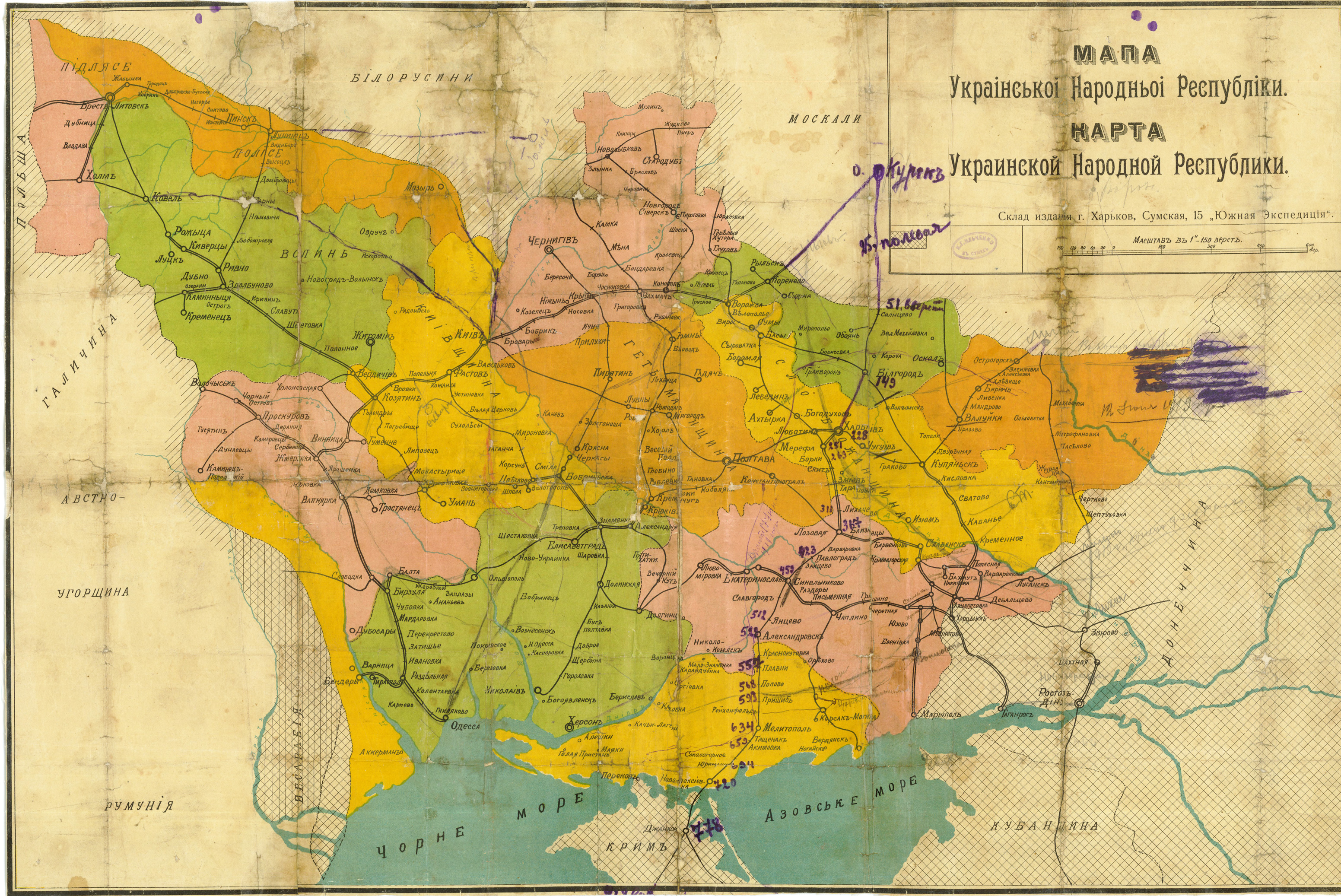
Украина на момент провозглашения Центральной Радой независимости в январе 1918. Карта изданная в Харькове, 1918 год

Два отряда действовали под общим командованием П. В. Егорова. Из Харькова на Полтаву выступил отряд под командованием атамана В. М. Примакова, состоявший из 500 красногвардейцев г. Харькова и г. Люботина и 200 червонных казаков 1-го куреня Червонного казачества. Со станции Лозовая вышел отряд петроградских и московских красногвардейцев под командованием самого Егорова, блиндированный поезд (командир поезда А. Е. Зайцев) и 350 красногвардейцев из Ясиноватой (командир Д. П. Жлоба). Наступлению главных сил также должен был содействовать отряд особого назначения из Москвы под командованием А. А. Знаменского, выдвигавшийся со ст. Ворожба. Вспомогательный удар в сторону г. Сумы наносил харьковский отряд Красной гвардии и революционных солдат во главе с Н. А. Рудневым.
Основные силы действовали вдоль железной дороги Харьков — Люботин — Ковяги — Артёмовка — Полтава.
5 (18) января завязался бой на подступах к Полтаве. Полтавский гарнизон не был готов к обороне. Накануне части двух украинских полков в количестве 1800 штыков были вызваны из Полтавы в Киев для проведения акции по разоружению рабочих-красногвардейцев киевских заводов. В самой Полтаве оставалось не более 600 штыков, подчинявшихся УНР, однако они не имели никаких приказов относительно возможной обороны города. Единственной боеспособной силой был курень «красных гайдамаков» УНР под командованием атамана Е. И. Волоха (добровольческий отряд, сформированный в основном из офицеров и юнкеров, численностью около 200 человек). Сам Волох ранее командовал 2-м Украинским полком УНР, который был разоружён советскими войсками в Харькове незадолго до начала наступления.
На рассвете 6 (19) января части Красной армии УНРС вошли в Полтаву и, не встречая особого сопротивления, заняли вокзал, после чего червонные казаки Примакова, действовавшие впереди атакующих, разбили противника в уличных боях. Захватив юнкерское училище, Муравьёв приказал расстрелять всех пленных юнкеров и офицеров училища (было расстреляно 98 юнкеров и офицеров, которые не успели скрыться).
После взятия Полтавы в составе 1-го куреня Червонного казачества был сформирован кавалерийский дивизион, с которым Примаков ушёл на Киев, оставив пехотные сотни под командованием Егорова.
В этот же день, разбив украинскую оборону у приграничной станции Хутор-Михайловский, на территорию Черниговской губернии вошёл красный отряд Г. Н. Кудинского.
9-10 (22-23) января бои с участием местных красногвардейцев возобновились и привели к захвату небольших городков Конотопа и Кролевца. Некоторые части УНР в Нежине и Чернигове решили объявить полный нейтралитет и свободно пропускали красные части. Стало ясно, что малочисленные войска УНР на Левобережье Украины полностью разгромлены и не составляют серьёзной преграды для наступавших на Киев войск Муравьёва.
После Полтавы отряды Егорова вели бои против малочисленных отрядов украинских войск под Миргородом и Ромоданом, продолжая действовать в центре фронта вдоль железной дороги Полтава — Киев.
15 (28) января на станцию Бахмач с Западного фронта, из района Гомеля, прибыли отряды Р. И. Берзина и И. И Вацетиса (3000 солдат, 400 матросов и 12 орудий), направлявшиеся на Дон для борьбы с войсками атамана Каледина. Здесь им была поставлена задача участвовать в наступлении на Киев. Отряд Берзина был развёрнут во 2-ю революционную армию.
Тем временем в ночь на 16 (29) января в Киеве выступлением на заводе «Арсенал» началось восстание против Центральной рады.
После перегруппировки сил и короткой подготовки командование Южного фронта продолжило наступление на Киев. Наступление планировалось вести с трёх направлений:
- 2-я революционная армия (командующий войсками армии Р. И. Берзин) — вдоль Черниговской железной дороги из района Нежина,
- 1-я революционная армия (командующий войсками армии П. В. Егоров) — вдоль Полтавской железной дороги со стороны Гребёнки,
- 3-й революционной армии (сосредоточившейся в тылу армии Берзина, в районе Конотопа, командующий войсками армии Г. Н. Кудинский) была поставлена задача пробиться на Правобережье через Черкассы — Бобринскую — Цветково и Фастов, соединиться с большевистскими силами Юго-Западного фронта и ударить на Киев с запада с целью отрезать пути отхода учреждений и войск УНР. Задача не была выполнена, поскольку часть отрядов была отправлена на Дон воевать с белоказаками.

С запада к Киеву пытались пробиться большевизированные части 2-го гвардейского корпуса. К 10 (23) января мятежный корпус занял Винницу и Вапнярку. Тогда же части большевизированных Отдельной и 11-й армий, направляясь с фронта, из района Проскурова, заняли Шепетовку и Жмеринку, но развить наступление на Киев уже были не в состоянии. Большинство солдат разошлись по домам или растворились в украинской провинции.
19 января (1 февраля) Народный секретариат УНРС назначил Ю. М. Коцюбинского главнокомандующим войсками УНРС.
20 января (2 февраля) Народный секретариат УНРС принял декрет о создании Народной революционно-социалистической армии Советской Украины — Червонного казачества.
19 января (1 февраля) в Киев прорвались части Гайдамацкого коша Слободской Украины под командованием Симона Петлюры, отозванного с фронта для подавления восстания, и Гордиенковский полк с Северного фронта под командованием полковника Всеволода Петрова. 20 января (2 февраля) восставшие были вынуждены отступить на территорию завода «Арсенал». Завод был окружён войсками Центральной рады, подвергся артиллерийскому обстрелу и 22 января (4 февраля) был взят в результате кровопролитного штурма. Восстание было подавлено.
Тем временем 22 января (4 февраля) советские войска заняли Дарницу, пригород Киева. 1-й курень Червонного казачества В. М. Примакова, входивший в 1-ю революционную армию, переправился через Днепр в районе Куренёвки у Межигорского монастыря и нанёс противнику удар с тыла, принудив его к бегству. 1-й курень соединился с красногвардейцами Подола и начал наступление на центр города. Части 2-й революционной армии, форсировав Днепр, развернули бои на Печерске.
Штурмующую город пехоту поддерживал орудийно-пулемётным огнём бронепоезд отряда моряков Черноморского флота. Для обороны Киева Украинская рада располагала не более 1200 чел. надёжных войск — «вольного казачества» и других формирований, враждебных большевикам. Прочие войска оставались или нейтральными или действовали против Рады.
В ночь с 25 на 26 января отряд моряков Черноморского флота под командованием А. В. Полупанова на станции Киев-1 с боем захватил бронепоезд.
После взятия города А. В. Полупанов был назначен военным комендантом Киева.
За день до сдачи Киева правительство УНР, Центральная рада и остатки её войск покинули город и ушли в направлении Житомира, откуда уже 30 января (12 февраля) было решено отойти на северо-запад, в глухое Полесье.
30 января (12 февраля) в Киев из Харькова переехали ЦИК Украины и Народный Секретариат.
16 февраля в Киеве прошли похороны 300 «жертв революции».

### Дальнейшие события
После взятия Киева командование Южного фронта и войск УНРС распылили свои силы. Они одновременно атаковали города Житомир, Бердичев, Винницу, однако в серьёзных боях уже не участвовали. Южный революционный фронт ослабел. Вести дальнейшие наступательные боевые действия стало невозможно.
Тем временем 27 января (9 февраля) делегация Центральной рады подписала в Брест-Литовске сепаратный мирный договор с Центральными державами. В обмен на военную помощь в вытеснении советских сил с территории Украины УНР обязалась поставить Германии и Австро-Венгрии продовольствие и сырьё для промышленности. 31 января (13 февраля) делегация УНР обратилась к Германии и Австро-Венгрии с просьбой о помощи УНР против советских войск, что стало логическим продолжением подписанного несколькими днями ранее мирного договора. Германское командование в тот же день дало своё предварительное согласие на вступление в войну против большевиков и начало активно готовиться к походу на Украину.
18 февраля германская и австро-венгерская армии начали наступление по всему фронту, включая территорию Украины. Малочисленные отряды Червонного казачества УНРС и рабочей Красной гвардии были неспособны самостоятельно сдержать наступление регулярных войск германской армии и были вынуждены отступать на восток.
28 февраля воинские части Южного фронта и Червонного казачества оставили Киев, все советские учреждения перебрались в Полтаву.
1 марта правительство УНР с германскими войсками вернулось в Киев. Революционные армии отходили на восток.
4 марта в Полтаве Е. Б. Бош сложила с себя полномочия председателя Народного секретариата УНРС. Правительство возглавил Н. А. Скрипник.
7 марта В. А. Антонов-Овсеенко был назначен Народным секретарём по военным делам и Верховным главнокомандующим всеми войсками УНРС.
12 марта Революционный полевой штаб при Ставке Верховного главнокомандующего Русской армией (в г. Могилёве) был расформирован.

## Последующая история
15 марта в г. Москве 4-й Чрезвычайный съезд Советов Советской России ратифицировал мирный договор с Германской империей. Долгие переговоры о выходе Советской России из войны завершились позорным мирным договором. Германская империя получила под свою власть обширные территории российских губерний от Балтийского моря на севере до Чёрного и Азовского морей на юге. Такой ценой РСДРП (большевиков) вывела страну из Первой мировой войны.
17 — 19 марта в г. Екатеринославе проходил 2-й Всеукраинский съезд Советов Украинской Народной Республикой советов рабочих, крестьянских, солдатских и казачьих депутатов — председатель ЦИК УНРС Медведев, Ефим Григорьевич (в должности 15(28).12.1917 — 17.3.1918). Съезд все советские образования и силы на территории Украины объединил в единую Украинскую Советскую Республику, со столицей в г. Харькове. Съезд принял резолюцию «Об организации военной силы», обязав делегатов развернуть в каждом городе и селе работу по созданию вооружённых сил Украинской Народной Республики Советов для борьбы против внешних и внутренних врагов. см. Революция и Гражданская война на Украине